# Radimir Čačić
Radimir Čačić (Zagabria, 11 maggio 1949) è un politico croato.

## Biografia
Nato a Zagabria, dopo la laurea in architettura Čačić divenne imprenditore e fondò diverse società di costruzioni.
Nel 1990 entrò in politica aderendo al Koalicija narodnog sporazuma, una coalizione di partiti moderati, ma non venne eletto per nessuna carica. Durante la guerra d'indipendenza croata combatté nell'esercito e venne insignito di alcune onorificenze fra cui l'Ordine del Duca Domagoj.
Presentatosi alle elezioni parlamentari del 1995, venne eletto deputato e nello stesso anno divenne presidente del Partito Popolare Croato. Nel 2000 lasciò il posto a Vesna Pusić per entrare a far parte del governo di Ivica Račan come titolare del nuovo Ministero dei Lavori Pubblici, della Costruzione e della Ricostruzione. Dopo le elezioni del 2003, il partito di Čačić tornò all'opposizione e lui ritornò ad essere deputato.
Nel 2008 riprese nuovamente il ruolo di presidente del partito e nel 2011 rientrò a far parte di un governo, stavolta presieduto da Zoran Milanović; Čačić rivestì la carica di vice primo ministro e Ministro dell'Economia, ma si dimise nel 2012 quando venne condannato alla reclusione per omicidio a causa di un incidente stradale da lui provocato due anni prima in Ungheria e in seguito al quale erano morte due persone.